# Origma
Origma és un gènere d'ocells de la família dels acantízids (Acanthizidae).

## Taxonomia
Segons la Classificació del Congrés Ornitològic Internacional (versió 10.2, 2020) aquest gènere està format per tres espècies: arran els treballs de Norman et al. 2018.
- Origma solitaria - espineta roquera.
- Origma murina - espineta encaputxada.
- Origma robusta - espineta robusta.